# Rabdophaga clausilia
Rabdophaga clausilia är en tvåvingeart som först beskrevs av Bremi 1847.  Rabdophaga clausilia ingår i släktet Rabdophaga och familjen gallmyggor. Inga underarter finns listade i Catalogue of Life.